# Спортивна гімнастика на літніх Олімпійських іграх 2012 — Колода (жінки)
Змагання у вправах на колоді у рамках турніру зі спортивної гімнастики на літніх Олімпійських іграх 2012 року відбулися 7 серпня 2012 року на Північній арені Гринвіча.

## Медалісти
| Золото               | Срібло         | Бронза            |
| Ден Ліньлінь · Китай | Суй Лу · Китай | Елі Рейсмен · США |

## Кваліфікація
| Місце | Гімнастка               | Складність | Виконання | Сбавка | Сума   | Результат |
| ----- | ----------------------- | ---------- | --------- | ------ | ------ | --------- |
| 1     | Суй Лу (CHN)            | 6,400      | 9,000     |        | 15,400 | Q         |
| 2     | Вікторія Комова (RUS)   | 6,400      | 8,866     |        | 15,266 | Q         |
| 3     | Геббі Дуглас (USA)      | 6,500      | 8,766     |        | 15,266 | Q         |
| 4     | Ден Ліньлінь (CHN)      | 6,500      | 8,666     |        | 15,166 | Q         |
| 5     | Елі Рейсмен (USA)       | 6,400      | 8,700     |        | 15,100 | Q         |
| 6     | Ксенія Афанасьєва (RUS) | 5,900      | 9,166     |        | 15,066 | Q         |
| 7     | Кетеліна Понор (ROU)    | 6,400      | 8,633     |        | 15,033 | Q         |
| 8     | Діана Булімар (ROU)     | 6,100      | 8,766     |        | 14,866 | Q         |

## Фінал
| Місце | Гімнастка               | Складність | Виконання | Сбавка | Сума   |
| ----- | ----------------------- | ---------- | --------- | ------ | ------ |
|       | Ден Ліньлінь (CHN)      | 6,600      | 9,000     |        | 15,600 |
|       | Суй Лу (CHN)            | 6,500      | 9,000     |        | 15,500 |
|       | Елі Рейсмен (USA)       | 6,300      | 8,766     |        | 15,066 |
| 4     | Кетеліна Понор (ROU)    | 6,600      | 8,466     |        | 15,066 |
| 5     | Ксенія Афанасьєва (RUS) | 5,800      | 8,783     |        | 14,583 |
| 6     | Ларіса Йордаке (ROU)    | 6,400      | 7,800     |        | 14,200 |
| 7     | Геббі Дуглас (USA)      | 6,000      | 7,633     |        | 13,633 |
| 8     | Вікторія Комова (RUS)   | 6,200      | 6,966     |        | 13,166 |